# Endless Summer (chanson)
Pour les articles homonymes, voir Endless Summer.
Singles de Oceana
La La
(2010)
Endless Summer est un single issu de l'album My House de la chanteuse allemande Oceana. C'est la chanson officielle du Championnat d'Europe de football 2012. La chanson utilise un sample de la chanson électro Blaue Moschee du groupe allemand Die Vögel.

## Classement par pays
| Classement (2012)                      | Meilleure position |
| -------------------------------------- | ------------------ |
| Allemagne (Media Control AG)           | 5                  |
| Autriche (Ö3 Austria Top 40)           | 17                 |
| Belgique (Flandre Ultratop 50 Singles) | 34                 |
| Belgique (Wallonie Ultratip 50)        | 33                 |
| Greece Digital Songs (Billboard)       | 8                  |
| Hongrie (Mahasz)                       | 13                 |
| Italy (FIMI)                           | 2                  |
| Pays-Bas (Single Top 100)              | 93                 |
| Pologne (ZPAV)                         | 1                  |
| République Tchèque (IFPI)              | 13                 |
| Romania (Romanian Top 100)             | 23                 |
| Russian Music Charts                   | 15                 |
| Ukrainian Singles Chart                | 26                 |
| Suisse (Schweizer Hitparade)           | 6                  |